# 亦足山庄
亦足山庄位于中国福建省厦门市鼓浪屿，是全国重点文物保护单位鼓浪屿近代建筑群的子项目之一。
亦足山庄由越南华侨许汉于1920年－1930年间建造，山庄以庭院景观著称，园区营造了容中西建筑文化为一体的室外休闲空间。山庄建筑坐西南朝东北，砖石结构，三层，采用了大面积花岗岩基墙。